# Suore del Santissimo Salvatore
Le Suore del Santissimo Salvatore, dette di Niederbronn (in francese Sœurs du Très Saint Sauveur), sono un istituto religioso femminile di diritto pontificio.

## Storia

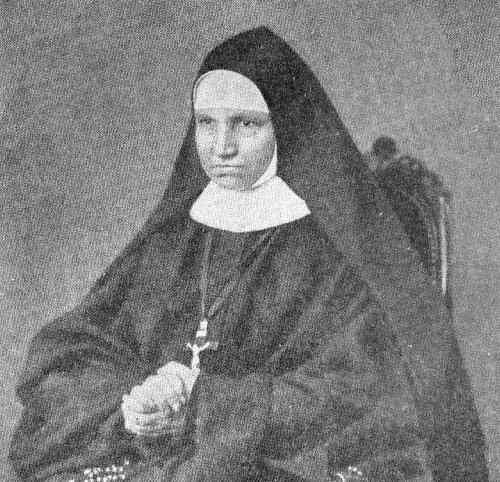
Élisabeth Eppinger, fondatrice della congregazione

La congregazione venne fondata il 28 agosto 1849 a Niederbronn-les-Bains da Élisabeth Eppinger (1814-1867), con l'aiuto del parroco Jean-David Reichard (1796-1867) e l'approvazione dell'arcivescovo di Strasburgo Andreas Räß.
Il 6 novembre 1854 venne riconosciuta civilmente con decreto dell'imperatore Napoleone III. Ricevette il pontificio decreto di lode il 7 maggio 1863 e venne approvata definitivamente dalla Santa Sede l'11 aprile 1866.

## Attività e diffusione
Finalità della congregazione è l'assistenza ad anziani, disabili e ammalati, sia a domicilio che in case di riposo e ospedali diretti dalle suore stesse: negli anni quaranta l'istituto si è aperto all'apostolato in terra di missione.
Sono presenti in Europa (Austria, Francia, Germania, Paesi Bassi, Portogallo), in Africa (Angola, Camerun), nell'America Meridionale (Argentina, Bolivia) e in India. La sede generalizia è a Niederbronn-les-Bains.
Al 31 dicembre 2005 l'istituto contava 1.718 religiose in 176 case.